# Гела Бежуашвілі
Гела Бежуашвілі (груз. გელა  ბეჟუაშვილი, русифіковане — Гела Робертович Бежуашвілі, рос. Гела Робертович Бежуашвили; нар. 1 березня 1967, Манґлісі, Тетріцкаройський район, Грузинська РСР, СРСР) — грузинський державний діяч і дипломат.
Посол Грузії в Казахстані у 1993—1996 роках. З 2000 року до 2004 року працював у міністерстві оборони Грузії заступником міністра, а впродовж лютого — червня 2004 року став першим Міністром оборони. Помічник Президента Грузії з питань національної безпеки — Секретар Ради Національної безпеки Грузії. Міністр закордонних справ Грузії у 2005—2008 роках.
Нагороджений державним орденом Вахтанга Горгасалі. У 2006 році був нагороджений українським орденом «За заслуги» 1-го ступеня.

## Біографія
Гела Бежуашвілі народився 1 березня 1967 року в грузинському селищі Манґлісі, що входило до складу Тетріцкаройського району Грузинської РСР СРСР. У 1991 закінчив Київський державний університет ім Т.Шевченка, факультет міжнародних відносин та міжнародного права. Школу права Техаського університету (1997). Школу державних службовців імені Дж. Кенеді Гарвардського університету (2003).
З 1991 по 1993 — співробітник Управління міжнародного права Міністерства закордонних справ Грузії в Тбілісі.
Впродовж 1993—1996 років працював на посаді Надзвичайний і Повноважний Посол Грузії в Республіці Казахстан.
З 1997 по 2000 — директор міжнародного правового департаменту Міністерства закордонних справ Грузії.
З 2000 по 2004 — заступник міністра оборони Грузії.
У 2004 — помічник Президента Грузії з питань національної безпеки і секретар Ради національної безпеки і оборони Грузії.
З 2004 по 2005 — перший цивільний Міністр оборони Грузії.
З 2005 по 2008 — Міністр закордонних справ Грузії.

## Нагороди та почесні звання
- Орден «За заслуги» І ст. (Україна; 2006)[1]
- Орден Вахтанга Горгасалі